# Robert Lauterbach
Robert Lauterbach (* 25. Februar 1915 in Leipzig; † 19. August 1995 ebenda) war ein deutscher Geophysiker und Hochschullehrer.

## Leben
Robert Lauterbach war der Sohn des Musiklehrers und Kapellmeisters Robert Lauterbach und seiner Ehefrau Mary, geborene Brauer, ebenfalls eine Lehrerin. Nach dem Abitur an der Nikolaischule begann er 1934 das Studium der Geophysik, Geologie und Mineralogie an der Universität Leipzig. Dieses schloss er 1938 mit der Promotion zum Dr rer. nat. ab. Das Thema der Promotionsarbeit lautete „Geomagnetische Untersuchungen in Nordwest-Sachsen und Nordost-Thüringen“.
Lauterbach trat zum 1. Mai 1937 der NSDAP bei (Mitgliedsnummer 5.334.741). Nach einjähriger Tätigkeit als wissenschaftlicher Hilfsarbeiter am Oberbergamt in Freiberg erhielt er 1939 eine Anstellung als Geophysiker und Geologe bei der Gesellschaft für praktische Lagerstättenforschung (Prakla) Berlin, die er mit Unterbrechungen durch Wehrdienst bis 1945 innehatte. Nach dem Zweiten Weltkrieg arbeitete Lauterbach als selbständiger beratender Geologe und Hydrologe für Landesregierungen und andere Dienststellen, bis er 1951 am Geologischen Institut der Universität Leipzig als Oberassistent und Lehrbeauftragter mit dem Ziel angestellt wurde, die geophysikalische Lehre in Leipzig wieder zu beleben. Nach der 1952 erfolgten Habilitation wurde er 1953 zum Professor mit vollem Lehrauftrag für Angewandte Geologie und Angewandte Geophysik an der Mathematisch-Naturwissenschaftlichen Fakultät der Universität Leipzig berufen.
In dieser Funktion und später als Dekan der Mathematisch-Naturwissenschaftlichen Fakultät der Universität Leipzig (1965–1969) erwarb er sich Verdienste bei der Förderung der Fächer Geophysik, Geologie, Paläontologie, Meteorologie, Mineralogie, Petrographie und Geographie, bei der Erhaltung des Geophysikalischen Observatoriums Collm und der Rettung der Geologisch-Paläontologischen und der Mineralogisch-Petrographischen Sammlungen sowie der zu den Instituten gehörenden Bibliotheken.
Außeruniversitär war er am Aufbau des Geophysikalischen Dienstes der DDR (ab 1953 VEB Geophysik) und dessen Ansiedlung in Leipzig beteiligt, dem er auch in leitender Funktion angehörte. 1958 gelang ihm trotz Verbotes durch das Berliner Ministerium die Organisation der 22. Jahrestagung der Deutschen Geologischen Gesellschaft an ihrem Gründungsort Leipzig als einzige derartige Tagung auf ostdeutschem Gebiet während der DDR-Zeit. Auf ihr wurde er zum stellvertretenden Vorsitzenden der Gesellschaft gewählt.
Die universitäre Forschung Lauterbachs zielte auf die Anwendung geophysikalischer Methoden und ihrer Interpretation zur geologischen Erkundung, wobei magnetometrische, mikrogravimetrische und radiometrische Methoden entwickelt und eingesetzt wurden. Er war der Herausgeber der „Geophysikalischen Karte der DDR“.

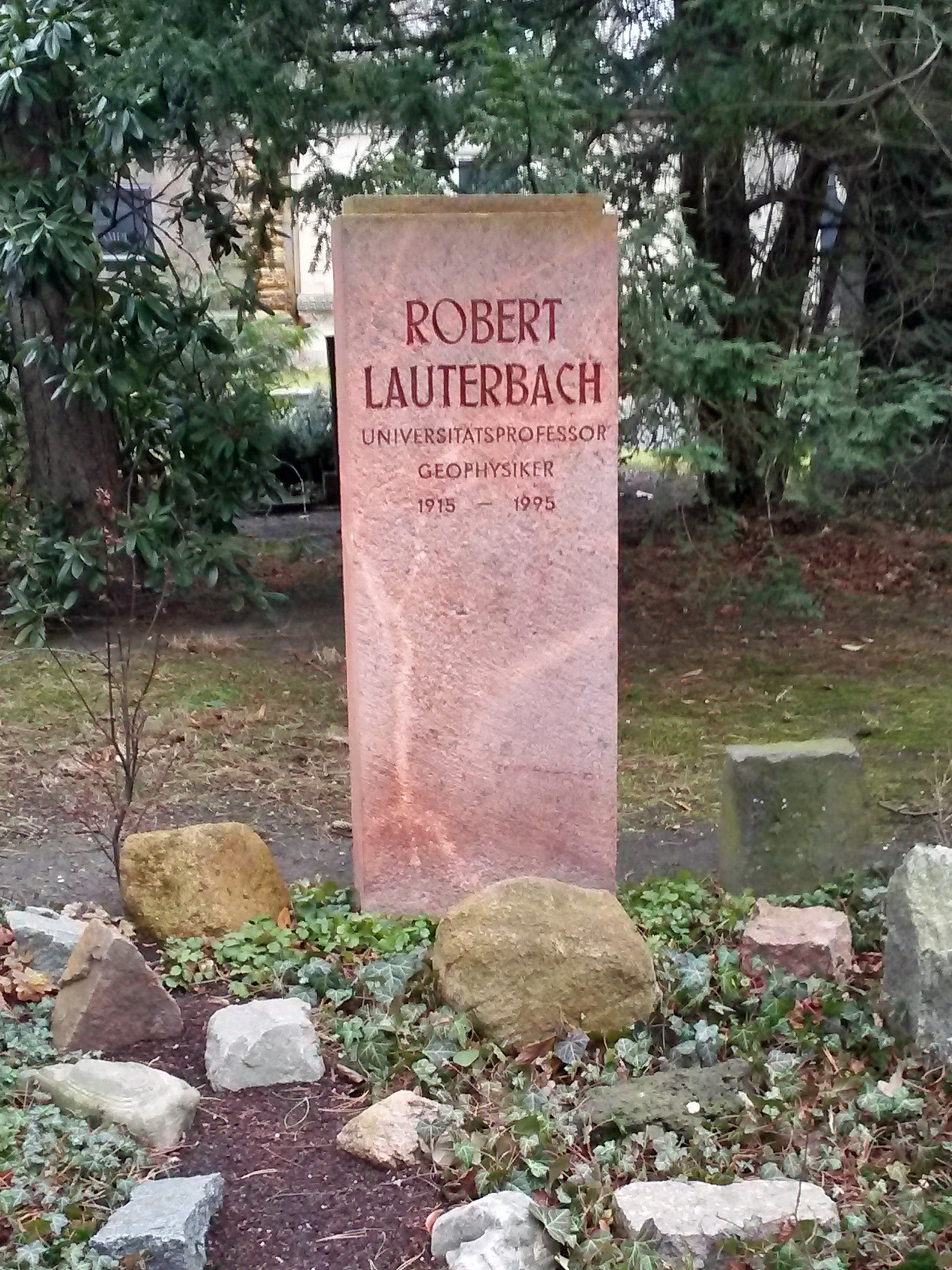
Grabmal von Robert Lauterbach auf dem Leipziger Südfriedhof

Einen Rückschlag seiner Bemühungen brachte 1968 die Dritte Hochschulreform der DDR. Der erfolgreich praktizierte Studiengang Geophysik durfte nicht weitergeführt werden, und das von ihm Ende der 1950er Jahre gegründete Institut für Geophysikalische Erkundung und Geologie wurde geschlossen. Dadurch verlor er den damit verbundenen Lehrstuhl für Geophysik. Der Rest der Geophysik wurde als Fachbereich Geophysik in die neugeschaffene Sektion Physik der Universität überführt. Lauterbach wurde Fachbereichsleiter und ordentlicher Professor für Angewandte Geophysik.
Während seiner gesamten beruflichen Tätigkeit und auch nach seiner 1980 erfolgten Emeritierung war er durch populärwissenschaftliche Bücher und Vorträge bemüht, sein Fachgebiet breiten Kreisen zugänglich zu machen. Nach 1990 wurde er nochmals wissenschaftsorganisatorisch wirksam. Er war der einzige Geowissenschaftler in der Außerordentlichen
Berufungskommission für Mathematik und Naturwissenschaften an der Universität Leipzig und hatte entscheidenden Anteil an den  1993 erfolgten Neugründungen der heutigen Institute der Fakultät für Physik und Geowissenschaften.
Lauterbach wohnte seit 1950 im Leipziger Ortsteil Marienbrunn, wo er Ehrenvorsitzender des Vereins der Freunde von Marienbrunn e. V. war.

## Auszeichnungen
- 1959 Vaterländischer Verdienstorden in Bronze.
- 1966 Ehrenmitglied der Gesellschaft für Geowissenschaften (GGW).[5]
- 1967 Nationalpreis der DDR III. Klasse für Wissenschaft und Technik.
- 1967 Mitglied der Akademie der Wissenschaften der DDR zu Berlin
- 1974 Serge-von-Bubnoff-Medaille
- 1974 Karl-Marx-Orden im Kollektiv der Sektion Physik.
- 1978 Ehrennadel der Urania (Gold).
- 1980 Vaterländischer Verdienstorden (Silber).

## Schriften  (Auswahl)
- Wie alt ist die Erde?  Geophysikalische Erdzeitmessung. Berlin: Verlag Volk und Wissen, 1948
- Sonnenflecke: Ihr Wesen und ihre Wirkung. Berlin: Verlag Volk und Wissen, 1949
- Kommt eine neue Eiszeit? : die Ursachen der großen Vereisungen. Berlin: Verlag Volk und Wissen, 1949
- Geologie und Geophysik. Leipzig: Akademische Verlagsgesellschaft Geest & Portig, 1957
- Zur biostratigraphischen Untergliederung des Rotliegenden. Berlin:  Akademie-Verlag, 1975
- 100 Jahre Glazialtheorie im Gebiet der skandinavischen Vereisungen. Berlin: Akademie Verlag, 1978.
- Beiträge zur Paläontologie. Berlin:  Akademie-Verlag, 1978
- Erlebnis Geologie: die Erde einst und jetzt. Leipzig:  Edition Leipzig, 1981, Gütersloh: Prisma-Verlag, 1982
- Der Mensch und die Planeten. Urania-Verlag 1987, ISBN 978-3332001044
- sowie zahlreiche Artikel in wissenschaftlichen Zeitschriften